# 쇼 보트 (1951년 영화)
쇼 보트(Show Boat)는 미국에서 제작된 조지 시드니 감독의 1951년 뮤지컬 영화이다. 캐서린 그레이슨 등이 주연으로 출연하였고 아서 프리드 등이 제작에 참여하였다.

## 출연

### 주연
- 캐서린 그레이슨
- 에바 가드너

### 조연
- 하워드 킬
- 조 E. 브라운
- 마지 챔피언
- 가워 챔피언
- 로버트 스털링
- 아그네스 무어헤드
- 리프 에릭슨
- 윌리엄 워필드

## 제작진
- 원작자: 에드나 페버
- 협력프로듀서: 로저 에덴스
- 미술: 세드릭 기븐스
- 미술: 잭 마틴 스미스
- 의상: 월터 플렁킷

## 같이 보기
- 쇼 보트 (1936년 영화)